# Shorea affinis
Shorea affinis là một plant species thuộc họ Dipterocarpaceae đặc hữu của Sri Lanka.